# Mákosfalva
Mákosfalva románul: Macoviște, falu Romániában, a Bánságban, Krassó-Szörény megyében.

## Fekvése
Oravicabányától délre fekvő település.

## Története
Mákosfalva nevét 1531-ben említette először oklevél Makowyste néven. 1723-ban Mercy térképe említette Makovicz néven. 1761-ben Maskovitz, 1808-ban Makovistye, 1913-ban Mákosfalva néven szerepelt az oklevelekben, 1851-ben pedig Fényes Elek említette Makovistye néven.
Vályi András: Magyar Országnak Leírása című művében írta a településről: „Makovistye, oláh falu Krassó vármegye földes Ura a Királyi Kamara, fekszik igen kies helyen, Csukics, Petrilova, Szokolár, és Illadia között, határa négy nyomásbéli, hol dombos, hol térséges, leginkább kukoricát, és zabot terem, erdeje szép fiatal, szőleje kevés.”
A trianoni békeszerződés előtt Krassó-Szörény vármegye Jámi járásához tartozott.

## Népessége
| 2011 | 66 |
| 2021 | 15 |

1910-ben 689 görög keleti ortodox román lakosa volt.